# Håret visse
Håret visse (Genista pilosa) er en halvbusk med en opstigende og udspærret vækst. Arten er knyttet til magre, sandede jorde. Den er lettest at finde i Vestjylland, noget mere sjælden i Østjylland og på Fyn, og helt manglende i Østdanmark.

## Kendetegn
Håret visse er en halvbusk med en åben og krybende til opstigende vækstform. Alle dele af planten, stængler, blade, blomster og bælge, er hårede. Stænglerne er furede, og bladene sidder spredt. De er omvendt ægformede med hel rand. Oversiden er mørkegrøn, mens undersiden er lyst grågrøn. Blomstringen foregår i maj-juli, hvor man finder blomsterne siddende enkeltvis eller få sammen fra bladhjørnerne. Blomsterne er 5-tallige og uregelmæssige (som det er sædvanligt hos bælgplanterne) med gule kronblade. Frugterne er bælge med nogle få frø.
Rodsystemet består af en lodret jordstængel, der er forlænget i en dybtgående pælerod, som bærer de forholdsvist få siderødder.
Planten når en højde på ca. 25 cm og en kronebredde på ca. 50 cm.

## Hjemsted
Håret visse er naturligt forekommende i Central- og Sydeuropa. Arten har sin nordvestlige grænse i Danmark, hvor den findes hist og her i Vestjylland, sjældnere i Østjylland og på Fyn, men slet ikke i de østlige landsdele. Arten er knyttet til lysåbne voksesteder med en udpint, sandet jordbund, og den er karakterart for naturtypen Visse-indlandsklit. I Znojmobakkerne, umiddelbart nord for Tjekkiets grænse til Østrig, er der opstået sletter langs floderne Dyje, jihlávka, Rokytná og Oslava. På de mest tørre steder, dvs. øverst på de sydvendte dalsider, findes kratagtige egeskove, og her vokser arten sammen med bl.a. avnbøg, blåmunke, almindelig engelsød, svalerod, bakkemysike, bjergmandstro, bredbladet timian, bølget bunke, cypresvortemælk, farvevisse, fåresvingel, grenet edderkopurt, gul løg, hedelyng, jordstar, kantet konval, karteusernellike, lægeærenpris, nordisk radeløv, prikbladet perikon, seksradet stenurt, skovfyr, skovkløver, tidlig timian, vellugtende gulaks, vintereg og ædelkortlæbe

## Galleri
|  |  |  |  |

## Note
1. ↑  Milan Chytrý: Phytosociological notes on the xerophilous oak forests with Genista pilosa in south-western Moravia – oversigt over plantesamfundet i disse skove (engelsk)